# Ligi (Miłomłyn)
Ligi (deutsch Liegen) ist ein Ort in der polnischen Woiwodschaft Ermland-Masuren. Er gehört zur Gmina Miłomłyn (Stadt-und-Land-Gemeinde Liebemühl) im Powiat Ostródzki (Kreis Osterode in Ostpreußen).

## Geographische Lage
Ligi liegt am Abiskar-See (polnisch Jezioro Karnickie) im Westen der Woiwodschaft Ermland-Masuren, 16 Kilometer nordwestlich der Kreisstadt Ostróda (deutsch Osterode in Ostpreußen).

## Geschichte
Der kleine Gutsort Lygen – nach 1400 Adlig Liegn, vor 1871 Liegen (ohne Zusatz) – wurde um 1400 erstmals urkundlich erwähnt. Im Jahre 1874 kam der Gutsbezirk Liegen zum neu errichteten Amtsbezirk Amalienruh (polnisch Malinnik) im Kreis Osterode in Ostpreußen.
Im Jahre 1910 zählte Liegen 61 Einwohner. Am 30. September 1928 gab das Dorf seine Eigenständigkeit auf und wurde in die Landgemeinde Bienau (polnisch Bynowo) eingegliedert.
In Kriegsfolge wurde 1945 das gesamte südliche Ostpreußen an Polen überstellt. Liegen erhielt die polnische Namensform „Ligi“ und ist heute eine Ortschaft im Verbund der Stadt-und-Land-Gemeinde Miłomłyn (Liebemühl) im Powiat Ostródzki (Kreis Osterode in Ostpreußen), bis 1998 der Woiwodschaft Olsztyn, seither der Woiwodschaft Ermland-Masuren zugeordnet.

## Kirche
Bis 1945 war Liegen in die evangelische Pfarrkirche Liebemühl in der Kirchenprovinz Ostpreußen der Kirche der Altpreußischen Union sowie in die römisch-katholische Kirche Osterode i. Ostpr. eingepfarrt. Heute gehört Ligi zur Kirche Ostróda in der Diözese Masuren der Evangelisch-Augsburgischen Kirche bzw. zur  Pfarrei St. Bartholomäus Miłomłyn im Bistum Elbląg (Elbing).

## Verkehr
Nach Ligi gelangt man über einen Abzweig an der Straße Bynowo (Bienau) – Mozgowo (Nosewitz). Eine Anbindung an den Bahnverkehr besteht nicht.